# Santiago Távara Andrade
Santiago Távara Andrade (Piura, 22 de febrero de 1790-Lima, 1874) bachiller en medicina, político, escritor y comerciante peruano. Fue presidente de la Convención Nacional o Congreso Constituyente de 1833.

## Biografía
Hijo de Santiago Távara y Josefa Andrade. Hermano de Juan Antonio Távara Andrade. Su familia era de alta posición económica y social; se dedicaba al comercio y al transporte marítimo, y poseía haciendas en el departamento de Piura.
Viajó a Quito donde inició sus estudios y participó en el pronunciamiento patriótico de 9 a 10 de agosto de 1809 que instauró la Primera Junta Soberana en dicha ciudad.
Luego pasó a Trujillo (Perú), donde continuó sus estudios en el Colegio Seminario San Carlos y San Marcelo (1812).
Instalado en Lima, se matriculó en el Real Colegio de Medicina de San Fernando (1815), donde destacó notablemente en los estudios, por lo que se le confió el dictado de los cursos de Anatomía y Fisiología (1818). Se graduó de bachiller en Medicina (1819).
Bajo el influjo del sentimiento patriota, logró evadir la vigilancia de las autoridades virreinales y se embarcó en un navío de la expedición de Lord Cochrane en 1819. Se afirma también que sostuvo correspondencia con varios agentes revolucionarios. El virrey Joaquín de la Pezuela ordenó su prisión, pero fue liberado gracias a la intersección del rector del Colegio de San Fernando, Fermín Goya, y de un informe favorable del protomédico Hipólito Unanue.
Proclamada la Independencia del Perú, se dedicó a la actividad comercial. Viajó a Guayaquil, donde se relacionó con Bolívar, a quien animó a venir al Perú. Luego pasó a Europa, con el fin de ampliar sus actividades comerciales. En 1826 retornó al Perú y se relacionó con los círculos liberales de la capital.
En 1833 fue elegido diputado por la provincia de Piura, entonces aún parte del departamento de La Libertad, ante la Convención Nacional, cuya presidencia ejerció de noviembre a diciembre de 1833. Ante la crisis suscitada por el problema de la sucesión del presidente Agustín Gamarra, colaboró con su solución dando acertados consejos.
El gobierno de Luis José de Orbegoso lo acreditó como ministro plenipotenciario en Chile (1834), donde suscribió un Tratado de Amistad, Comercio y Navegación, el 20 de enero de 1835. Fue el primer tratado de esa índole firmado entre Perú y Chile, aunque se le achaca de favorecer más a este último país. Fue ratificado en Lima por el gobierno de Felipe Santiago Salaverry el 6 de junio del mismo año, pero Orbegoso lo anuló el 16 de mayo de 1836.
En la década siguiente, que va de 1835 a 1845, Távara se apartó de la vida política y se dedicó a sus negocios privados. Retornó a la política al ser elegido senador por La Libertad (1845-1853). Por esos años visitó California, entonces en plena fiebre del oro (1850-1851), y fue acreditado como ministro plenipotenciario en Nueva Granada, donde negoció el pago de la deuda peruana de la independencia y la manumisión de los esclavos neogranadinos y sus hijos que se hallaban en el Perú (1852).
En 1855 fue elegido diputado por Jaén ante la Convención Nacional, que se desarrolló hasta 1857. Participó en los apasionados debates doctrinarios entre liberales y conservadores, y fue miembro de la comisión encargada de revisar el proyecto de Código Penal.
En 1864 asumió el cargo de director del naciente Archivo Nacional. En 1867 solicitó su retiro por motivos de salud y pasó sus últimos años en su ciudad natal.

## Publicaciones
Solo se menciona sus principales publicaciones, mayormente de carácter político:
- Buscapique a la piña u observaciones sobre las ventajas de la libre circulación de las pastas de oro y plata (1830)
- Análisis y ampliación del manifiesto presentado al congreso del Perú por don José María de Pando (1831)
- Tratado de Amistad, Comercio y Navegación entre las repúblicas de Chile y del Perú (Santiago, 1835)
- Paralelo entre el tratado denominado de Salaverry y los de Santa Cruz (1839)
- Misión a Bogotá en 1852 (2 fascículos, 1853)
- Abolición de la esclavitud en el Perú (1855)
- Emancipación del indio decretada el 5 de julio de 1854 por el libertador Ramón Castilla (1856)
- Historia de los partidos (publicado por entregas en el diario El Comercio, 1862. Editada en libro en 1951)
- Desmonetización (1863)

### Historia de los partidos
Esta obra, de carácter testimonial, es un documento fundamental para conocer las dos primeras décadas de la historia republicana del Perú, y ha sido aprovechada por historiadores como Jorge Basadre y Rubén Vargas Ugarte. Sus relatos anecdóticos también sirvieron de inspiración a literatos como Ricardo Palma. Originalmente publicada por entregas en el diario El Comercio, fue compilada y editada por el mismo Basadre y por Félix Denegri Luna en 1951.